# Saison 2020 de l'équipe cycliste CCC
La saison 2020 de l'équipe cycliste CCC est la quatorzième de cette équipe.

## Coureurs et encadrement technique

### Arrivées et départs
| Coureur          | Provenance                  | Durée contrat |
| ---------------- | --------------------------- | ------------- |
| Jan Hirt         | Astana                      | 2020          |
| Pavel Kochetkov  | Katusha-Alpecin             | 2020          |
| Fausto Masnada   | Androni Giocattoli-Sidermec | 2020          |
| Kamil Małecki    | CCC Development             | 2020          |
| Michał Paluta    | CCC Development             | 2020          |
| Matteo Trentin   | Mitchelton-Scott            | 2020          |
| Attila Valter    | CCC Development             | 2020          |
| Ilnur Zakarin    | Katusha-Alpecin             | 2020          |
| Georg Zimmermann | Neo-Pro (Tirol-KTM)         | 2020          |

| Coureur         | Nouvelle équipe         | Durée contrat |
| --------------- | ----------------------- | ------------- |
| Amaro Antunes   | W52-FC Porto            | 2020          |
| Paweł Bernas    | Mazowsze Serce Polski   | 2020          |
| Fausto Masnada  | Deceuninck-Quick Step   | 2020-2021     |
| Łukasz Owsian   | Arkéa-Samsic            | 2020-2021     |
| Laurens ten Dam | Retraite                |               |
| Riccardo Zoidl  | Felbermayr Simplon Wels | 2020-2021     |

### Effectif de cette saison
| Coureur              | Date de Nais.              | Equipe en 2019  | Cont. | V |
| -------------------- | -------------------------- | --------------- | ----- | - |
| Will Barta           | 4 janvier 1996 (24 ans)    | CCC Team        | 2020  | 0 |
| Patrick Bevin        | 15 février 1991 (29 ans)   | CCC Team        | 2020  | 0 |
| Josef Černý          | 11 mai 1993 (27 ans)       | CCC Team        | 2020  | 3 |
| Víctor de la Parte   | 22 juin 1986 (34 ans)      | CCC Team        | 2020  | 0 |
| Alessandro De Marchi | 19 mai 1986 (34 ans)       | CCC Team        | 2020  | 0 |
| Simon Geschke        | 13 mars 1986 (34 ans)      | CCC Team        | 2020  | 0 |
| Kamil Gradek         | 17 septembre 1990 (30 ans) | CCC Team        | 2020  | 1 |
| Jan Hirt             | 21 janvier 1991 (29 ans)   | Astana          | 2020  | 0 |
| Jonas Koch           | 25 juin 1993 (27 ans)      | CCC Team        | 2020  | 0 |
| Pavel Kochetkov      | 7 mars 1986 (34 ans)       | Katusha-Alpecin | 2020  | 0 |
| Jakub Mareczko       | 30 avril 1994 (26 ans)     | CCC Team        | 2020  | 3 |
| Kamil Małecki        | 2 janvier 1996 (24 ans)    | CCC Development | 2020  | 0 |
| Michał Paluta        | 4 octobre 1995 (25 ans)    | CCC Development | 2020  | 0 |
| Serge Pauwels        | 21 novembre 1983 (37 ans)  | CCC Team        | 2020  | 0 |

| Coureur                  | Date de Nais.              | Equipe en 2019   | Cont. | V |
| ------------------------ | -------------------------- | ---------------- | ----- | - |
| Joey Rosskopf            | 5 septembre 1989 (31 ans)  | CCC Team         | 2020  | 0 |
| Szymon Sajnok            | 24 août 1997 (23 ans)      | CCC Team         | 2020  | 0 |
| Michael Schär            | 29 septembre 1986 (34 ans) | CCC Team         | 2020  | 0 |
| Matteo Trentin           | 2 août 1989 (31 ans)       | Mitchelton-Scott | 2020  | 0 |
| Attila Valter            | 12 juin 1998 (22 ans)      | CCC Development  | 2020  | 2 |
| Greg Van Avermaet        | 17 mai 1985 (35 ans)       | CCC Team         | 2020  | 0 |
| Gijs Van Hoecke          | 12 novembre 1991 (29 ans)  | CCC Team         | 2020  | 0 |
| Nathan Van Hooydonck     | 12 octobre 1995 (25 ans)   | CCC Team         | 2020  | 0 |
| Guillaume Van Keirsbulck | 14 janvier 1991 (29 ans)   | CCC Team         | 2020  | 0 |
| Francisco Ventoso        | 6 mai 1982 (38 ans)        | CCC Team         | 2020  | 0 |
| Łukasz Wiśniowski        | 7 décembre 1991 (29 ans)   | CCC Team         | 2020  | 0 |
| Ilnur Zakarin            | 15 septembre 1989 (31 ans) | Katusha-Alpecin  | 2020  | 0 |
| Georg Zimmermann         | 11 octobre 1997 (23 ans)   | Tirol-KTM        | 2020  | 0 |

## Victoires sur la saison

### Victoires sur la saison
| # | Date          | Course                                                    | Catégorie            | Vainqueur      | Pays               | Lieu           |
| - | ------------- | --------------------------------------------------------- | -------------------- | -------------- | ------------------ | -------------- |
| 1 | 20 août       | Championnat de République tchèque du contre-la-montre     | Championnat national | Josef Černý    | République tchèque | Mladá Boleslav |
| 2 | 20 août       | Championnat de Pologne du contre-la-montre                | Championnat national | Kamil Gradek   | Pologne            | Busko-Zdrój    |
| 3 | 29 août       | 3e étape B du Tour Poitou-Charentes en Nouvelle-Aquitaine | UCI Europe Tour      | Josef Černý    | France             | Jaunay-Marigny |
| 4 | 30 août       | 2e étape du Tour de Hongrie                               | UCI Europe Tour      | Jakub Mareczko | Hongrie            | Hajdúszoboszló |
| 5 | 31 août       | 3e étape du Tour de Hongrie                               | UCI Europe Tour      | Jakub Mareczko | Hongrie            | Nyíregyháza    |
| 6 | 1er septembre | 4e étape du Tour de Hongrie                               | UCI Europe Tour      | Jakub Mareczko | Hongrie            | Kazincbarcika  |
| 7 | 2 septembre   | 5e étape du Tour de Hongrie                               | UCI Europe Tour      | Attila Valter  | Hongrie            | Gyöngyös       |
| 8 | 2 septembre   | Tour de Hongrie, classement général                       | UCI Europe Tour      | Attila Valter  | Hongrie            |                |
| 9 | 23 octobre    | 19e étape du Tour d'Italie                                | UCI World Tour       | Josef Černý    | Italie             | Asti           |

### Victoires sur les classements annexes
| Date        | Course                                                                         | Catégorie       | Vainqueur        | Pays      |
| ----------- | ------------------------------------------------------------------------------ | --------------- | ---------------- | --------- |
| 25 janvier  | Tour Down Under, classement du meilleur grimpeur                               | UCI World Tour  | Joey Rosskopf    | Australie |
| 9 février   | Étoile de Bessèges, classement du meilleur grimpeur                            | UCI Europe Tour | Georg Zimmermann | France    |
| 16 février  | Tour de La Provence, classement du meilleur grimpeur                           | UCI ProSeries   | Jonas Koch       | France    |
| 23 février  | Tour des Alpes-Maritimes et du Var, classement du meilleur jeune               | UCI Europe Tour | Attila Valter    | France    |
| 30 août     | Tour Poitou-Charentes en Nouvelle-Aquitaine, classement de la meilleure équipe | UCI Europe Tour | [ N 1 ]          | France    |
| 2 septembre | Tour de Hongrie, classement par points                                         | UCI Europe Tour | Jakub Mareczko   | Hongrie   |
| 2 septembre | Tour de Hongrie, classement du meilleur grimpeur                               | UCI Europe Tour | Attila Valter    | Hongrie   |
| 2 septembre | Tour de Hongrie, classement du meilleur hongrois                               | UCI Europe Tour | Attila Valter    | Hongrie   |

## Classement UCI

### Classement individuel
| #   | Coureur              | Pts |
| --- | -------------------- | --- |
| 57  | Simon Geschke        | 674 |
| 59  | Matteo Trentin       | 651 |
| 60  | Greg Van Avermaet    | 650 |
| 117 | Josef Černý          | 350 |
| 148 | Attila Valter        | 270 |
| 198 | Alessandro De Marchi | 195 |
| 228 | Víctor de la Parte   | 170 |
| 237 | Ilnur Zakarin        | 162 |
| 241 | Kamil Małecki        | 158 |

| #   | Coureur              | Pts |
| --- | -------------------- | --- |
| 247 | Joey Rosskopf        | 154 |
| 385 | William Barta        | 102 |
| 404 | Georg Zimmermann     | 97  |
| 469 | Jakub Mareczko       | 79  |
| 471 | Szymon Sajnok        | 78  |
| 605 | Kamil Gradek         | 58  |
| 615 | Łukasz Wiśniowski    | 56  |
| 622 | Nathan Van Hooydonck | 55  |
| 801 | Gijs Van Hoecke      | 39  |

| #    | Coureur                  | Pts |
| ---- | ------------------------ | --- |
| 865  | Jan Hirt                 | 34  |
| 877  | Patrick Bevin            | 33  |
| 1030 | Guillaume Van Keirsbulck | 24  |
| 1064 | Pavel Kochetkov          | 22  |
| 1158 | Michael Schär            | 20  |
| 1500 | Serge Pauwels            | 8   |
| 1508 | Jonas Koch               | 8   |
| 1665 | Francisco Ventoso        | 5   |
| 2136 | Michał Paluta            | 1   |

### Classement par équipes
| #  | Équipe                | Pts     |
| -- | --------------------- | ------- |
| 1  | Jumbo-Visma           | 9919    |
| 2  | Deceuninck-Quick Step | 9776.16 |
| 3  | UAE Emirates          | 8503    |
| 4  | Ineos Grenadiers      | 7628.33 |
| 5  | Sunweb                | 7582.71 |
| 6  | Bora-Hansgrohe        | 6738.5  |
| 7  | Astana                | 6612    |
| 8  | Trek-Segafredo        | 6591    |
| 9  | Groupama-FDJ          | 5614    |
| 10 | EF Pro Cycling        | 5576.99 |
| 16 | CCC Team              | 3434    |